# Epica di Gesar di Ling

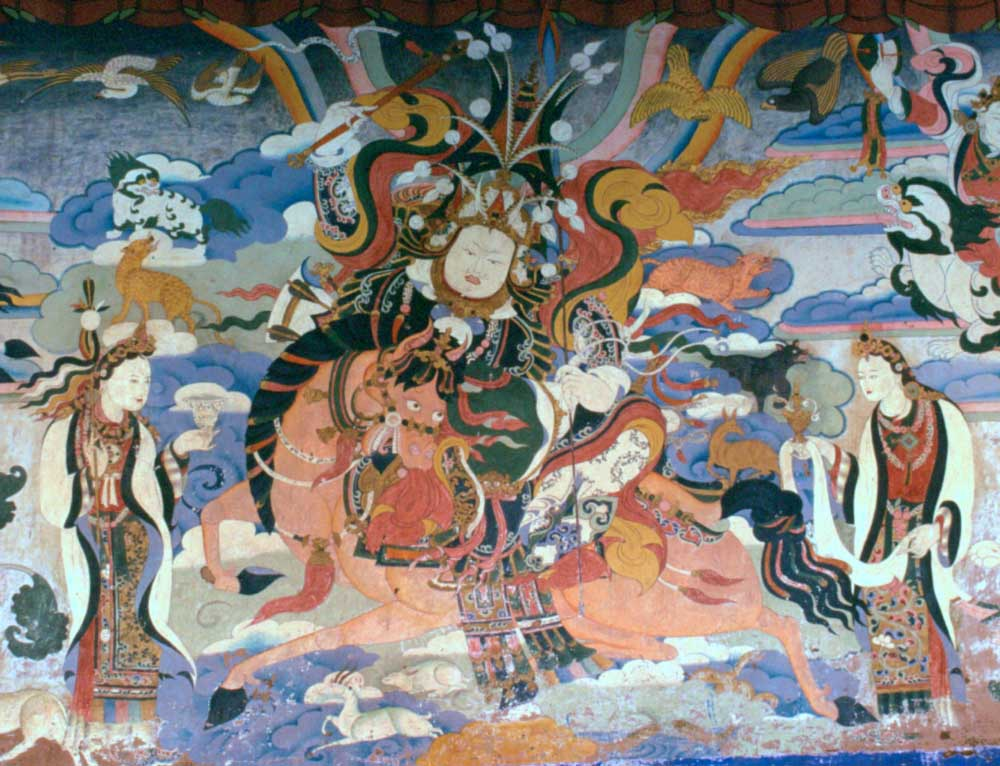
Murale in cui è raffigurato Gesar

L'Epica di Re Gesar, anche scritto Geser (particolarmente in contesti mongoli) o Gesser o Kesar, è un ciclo epico, ritenuto risalire al XII secolo, che racconta le gesta dell'eroe culturale Gesar
, impavido signore del leggendario regno di Ling. Composto in varie forme di poesia e prosa aventi come stile tipico di rappresentazione lo shuochang cinese e cantato in molte zone dell'Asia centrale e del nord est dell'Asia meridionale, la sua versione classica è rintracciabile nel Tibet centrale.
Un centinaio di bardi di questa narrazione epica sono tuttora attivi nella cosiddetta "cintura Gesar" della Cina. La tradizione è mantenuta viva da centinaia di cantastorie tibetani, mongoli, buriati, balti, ladakhi e tu ovvero mongour, e l'epica ha suscitato viva curiosità da parte degli studiosi come una delle poche tradizioni orali epiche sopravvissute in forma di arte performativa. Oltre agli intrecci conservati da minoranze cinesi come i bai, i naxi, i pumi, i lisu, gli iuguri e i salar, ulteriori versioni dell'epica si riscontrano anche in Pakistan — tra i balti del Baltistan e i burúšo di Hunza e Gilgit
, oltre che presso calmucchi e ladakhi, in Sikkim, Bhutan, Nepal, tra svariate etnie tibeto-birmane, popolazioni di lingue turche e tribù tunguse. La sua prima versione stampata è stato un testo mongolo pubblicato a Pechino nel 1716.
L'epica si compone di un amplissimo corpus di versioni, ciascuna delle quali a sua volta con molte varianti, e secondo alcuni sarebbe la più lunga del mondo. Sebbene non esista un testo definitivo, l'attuale compilazione cinese soltanto delle versioni tibetane ha riempito 120 volumi, più di un milione di versi divisi in 29 "capitoli". Secondo conteggi occidentali, più di 50 libri sarebbero a questo punto pubblicati in Cina, India e Tibet.
Uno studioso tibetano ha scritto:
('Jam-dpal rgyal-mtsho, The Singers of the King Gesar Epic)

## Etimologia del nome
Sulla base di similarità fonetiche è stato suggerito che il nome Gesar rifletta il titolo romano di Cesare e che intermediaria per la trasmissione di tale titolo imperiale da Roma fino al Tibet possa essere stata una lingua turca, dal momento che la parola kaiser (imperatore) è entrata nel turco ottomano attraverso il contatto con l'Impero bizantino, dove il titolo imperiale era appunto Caesar (Καῖσαρ). I mongoli sono stati alleati dei bizantini in un'epoca in cui il loro imperatore usava ancora quel titolo. In testimonianze di natura numismatica e in alcune cronache si parla di un signore della Battria o Phrom-kesar, e specificamente nel Kabul Shahi del Gandhāra, che era governato da un turco From Kesar ovvero "Cesare di Roma", suocero del re del Regno di Khotan verso la metà dell'VIII secolo. Nelle antiche fonti Bön From Kesar è sempre il nome di un luogo, mai riferito, come avviene in seguito, a un sovrano. In alcune versioni tibetane dell'epica un re di nome Phrom Ge-sar o Khrom Ge-sar figura come uno dei quattro Re Celesti, ovvero re delle quattro dimensioni: il nome è attestato nel X secolo e questo Phrom/Khrom conserva una forma iraniana (*frōm-hrōm) per Rūm/Roma.  Questa espressione orientale iraniana sta dietro alla parola medio cinese che definisce l'Impero Bizantino, cioè la Roma d'Oriente (拂菻), ovvero Bisanzio (phrōm-from<*phywət-lyəm>).
Secondo il tibetologo August Hermann Francke il nome Gesar verrebbe dal sanscrito. Suniti Kumar Chatterji nell'introduzione alla sua opera notava che la variante ladahki, Kyesar, in tibetano classico Skye-gsar, significa "rinato", e che Gesar/Kesar, in tibetano come in sanscrito è il pistillo di un fiore, corrispondente al sanscrito kēsara, la cui radice 'kēsa' (pelo) è indoeuropeo.

## Gesar e il regno di Ling
In Tibet il fatto che Gesar sia stato una figura storica è raramente messo in discussione.. Sulla base di una nota in una cronaca del XIX secolo, la Mdo smad chos 'byung di Brag dgon pa dkon mchog bstan pa rab, alcuni studiosi locali hanno ipotizzato che egli sia nato nel 1027. Certi episodi essenziali sembrano riflettere eventi registrati all'alba della storia del Tibet: il matrimonio con una principessa cinese, per esempio, rammenta leggende riguardanti il matrimonio di re Songtsän Gampo con la principessa cinese Wengcheng, contratto nel 641 per motivi di alleanza. Alcune leggende lo situano nelle zone dei golok tra Dotō e Domé, o a Markam, Kongpo, Tanak, Öyuk o nel villaggio di Panam sul fiume Nyan. Dato che gli elementi mitologici e allegorici della vicenda sfidano luogo e tempo, la storicità di figure del ciclo è indeterminata. Sebbene l'epica fosse cantata in tutte le regioni di lingua tibetana, con Kham e Amdo per lungo tempo considerati i centri della sua diffusione, in realtà le tradizioni connettono Gesar con lo scomparso regno di Ling (pron. "gling"), e in tibetano "gling" significa "isola", ma, come il sanscrito Dvipa|dvīpa, potrebbe avere il significato secondario di "continente". Ling era un insignificante regno situato nel Kham tra il Fiume Azzurro e lo Yalong. Uno storico regno di Lingtsang è esistito fino al XX secolo.

## Sviluppo dell'epica
Il nucleo storico che sta dietro l'epica tibetana di Gesar risiede probabilmente nel successo del turco Fromo Kesaro, il cui nome è una pronuncia persiana di "Cesare di Roma (Bisanzio)", nello sgominare un esercito arabo invasore del Gandhara in una data imprecisata tra il 739 e il 745. Nelle cronache dei primi governanti di Ladakh, Baltistan e Gilgit, i cui territori sono successivamente stati sopraffatti da invasioni tibetane, la stirpe regale è connessa al Gesar battriano. Nella sua tipica forma tibetana l'epica sembra datare dai tempi della seconda trasmissione del buddismo al Tibet, segnata dalla formazione delle scuole "Sarma", o "nuove scuole" del buddismo tibetano (Kagyu, Sakya, Kadam, e Jonang, e molto più tardi Gelug), anche se la vicenda include molti elementi remoti presi dalla storia del tantrismo vajrayāna. La tradizione orale di questa epica ha la sua massima importanza nelle due aree legate da tempi remoti alla religione prebuddista Bön  (Ladakh e Zanskar nell'estremo ovest del Tibet e Kham e Amdo a est), suggerendo con forza che la vicenda abbia radici locali. Tuttavia le versioni orali a noi note oggi non sono, stando a R. A. Stein, anteriori a quelle scritte, e anzi da queste ultime dipendono.
In quanto tradizione orale, ne è sempre esistito un grande numero di varianti, e non ne può essere scritto nessun testo canonico. Tuttavia la narrazione epica è certamente un qualcosa di simile alla forma attuale a partire almeno dal XV secolo, come dimostrato dalle citazioni nel rLangs-kyi Po-ti bSe-ru di Byang chub rgyal mtshan. A dispetto dell'età della tradizione, il più antico testo esistente è in effetti l'edizione mongola a matrici di legno commissionata nel 1716 dall'imperatore Kangxi della Dinastia Qing. Nessuno dei testi tibetani arrivati fino a noi è antecedente al XVIII secolo, anche se essi sono probabilmente basati su testi più antichi non sopravvissuti. Tra la fine del XIX e l'inizio del XX secolo un'edizione a matrici di legno della vicenda è stata compilata da un monaco erudito di Ling-tsang, piccolo regno a nord est di Derge, su ispirazione del prolifico filosofo tibetano Jamgon Ju Mipham Gyatso.
La vasta varietà di culture in cui si incontra l'epica di Gesar comporta il fatto che il nome del protagonista sia soggetto a varianti. Nelle leggende tibetane egli è variamente chiamato Gesar di Ling, Ling Gesar e Gesar Norbu Dradul. Tra i buriati egli è noto come Abai Geser Khubun. La versione orale Khalkha lo chiama Altan Bogdo khan.
Una versione altaica lo chiama Sädängkäi Käsär e Sartaktai Käsär. Tra i balti e ladahki è soprattutto noto come Gyalpo Kaiserr.

### Storia e motivi narrativi
L'epica ha un vasto numero di varianti quanto a intreccio e motivi, ma, pur avendo poco senso la ricerca di un quadro coerente, il nucleo della vicenda, simile a quello di molti cicli leggendari, è stato riassunto come segue:
(Geoffrey Samuel, Tantric revisionings: new understandings of Tibetan Buddhism and Indian religion)
Per Samuel l'epica di Gesar si colloca verso il polo sciamanistico nel continuum di cultura e religione tibetana, da cui lui vede emanare una costante tensione tra buddismo clericale e sciamanistico, il secondo radicato nel suo originario substrato Bön. Le versioni pervenuteci del ciclo sono fittamente rivestite di idee e motivi del buddismo, e distinguervi l'originale forma "eroica" è difficile. L'analisi storica al fine di discernere un nucleo narrativo chiarisce gli arcaici leitmotif folclorici che mostrano influenze buddiste distinte e storicamente identificabili. Comparando tre tradizioni di Gesar, quelle di Mongolia, Tibet orientale e Ladahk, sviluppatesi in relativa autonomia, egli postula il seguente nucleo narrativo condiviso da tutte e tre:
- (1) L'episodio Lha gling.
- (2) L'episodio ′Khrungs gling.
- (3) L'episodio rTa rgyugs.
- (4) L'episodio bDud 'dul.
- (5) L'episodio Hor gling .[40]
- (6) L'episodio del viaggio in Cina.

a cui si potrebbe aggiungere:
- (7) Il preludio cosmogenico Srid pa'i le'u.[41]

### Versioni tibetane

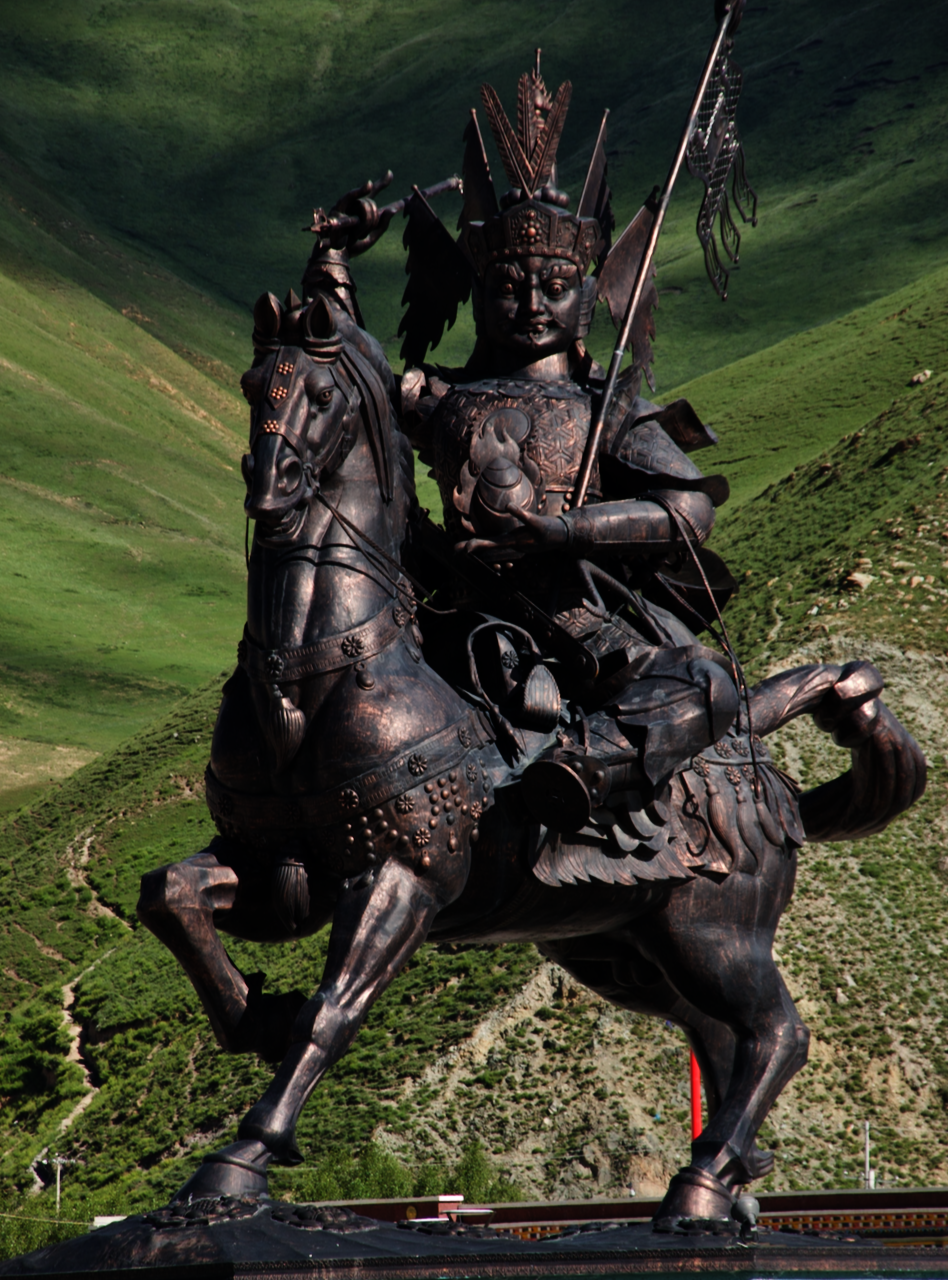
Monumento a Gesar di Ling, Yushu, Qhinghai, 2009

Le versioni tibetane differiscono moltissimo nei dettagli. I motivi buddisti sono spesso cospicui con episodi della creazione del mondo e delle origini cosmiche del Tibet. In altre varianti Gautama Buddha non è invece mai citato, o addirittura nei confronti della religione nazionale si manifesta una certa ironia laica. Secondo lo studioso tibetano Samten Gyeltsen Karmay, Gesar sorse come eroe di una società ancora lievemente permeata dal buddismo e dai più antichi miti legati a credenze pre-buddiste come il culto della montagna. Nella gran parte degli episodi Gesar si batte contro i nemici del Dharma, un vecchio ethos guerriero in cui prevalgono forza fisica, coraggio, spirito combattivo e cose come l'astuzia e l'inganno.
- Preludio cosmico e storia delle origini del Tibet: Un motivo spiega come il mondo sia precipitato nell'anarchia, essendo numerosi re demoni (tib.:bdud) sfuggiti alla sottomissione. Come risultato orde di demoni e folletti cannibali, guidati da sovrani malevoli e avidi, scatenano il caos. Compare spesso la conversione del Tibet dalla barbarie al buddismo per mano dei tre grandi re del Dharma. In diversi episodi Padmasambhāva (Guru Rinpoche) soggioga i violenti spiriti indigeni del Tibet.
- Sua nascita miracolosa o mondana: In una cronaca egli è privo di padre, come Padmasambhāva, che fornisce assistenza alla sua creazione celeste creando una Nāga che si mette al servizio del re di Ling e rimane pregna per effetto di una pozione magica,  ed egli nasce dalla testa della madre come Atena nella mitologia greca.[44] In un'altra versione egli è concepito dalla madre dopo che essa ha bevuto acqua su cui era impressa la di lui immagine.[45] Egli alternativamente nasce dall'unione di un padre che è al tempo stesso divinità celeste e montagna sacra e di una madre che è una dea degli Inferi acquatici, oppure nasce, Chori, nella stirpe di Ling nella valle Dza, al re Singlen Gyalpo e alla sua sposa Lhakar Drönma di Gog.[46]
- Parenti: Ha un fratellastro e due zii: uno è il "vecchio falco" (spyi dpon rong tsha), il saggio anziano di Ling che lo mantiene; l'altro, il codardo e avido Khrothung, vede il bimbo come una minaccia e cerca di fargli del male. Nell'epica Khrothung svolge una parte comica, ma che in quanto ruolo di provocatore è assolutamente centrale.

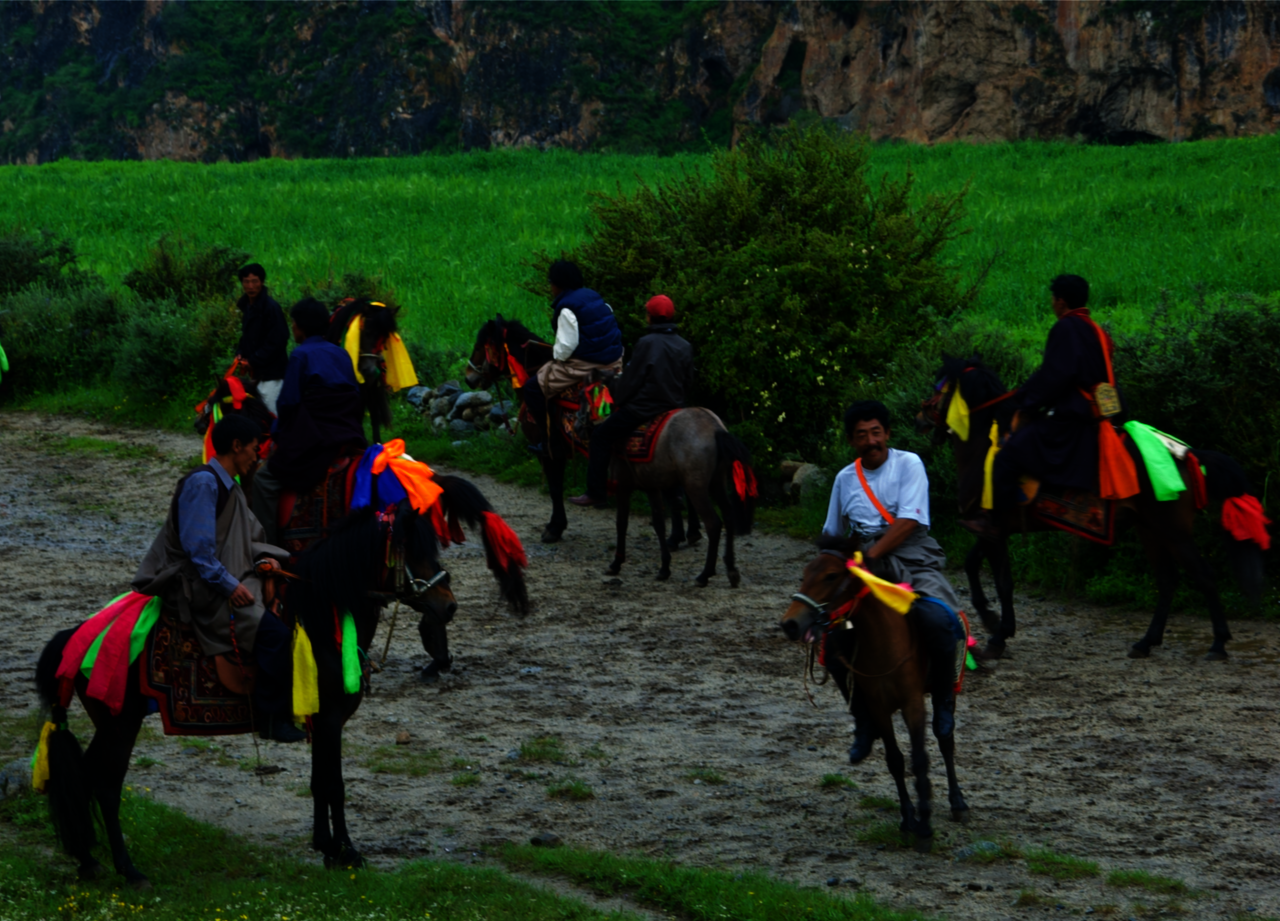
Fantini tibetani Kham in attesa di sfidarsi a 2 a 2 vicino a Manigango (Contea di Garze), Sichuan, 2009

- I primi anni: la missione di Gesar in quanto emissario divino è sgominare demoni sulla terra.[47] Fino all'adolescenza egli è descritto come nero, brutto, cattivo, moccioso[48] e molesto. Suo zio paterno, ovvero il fratello del re, Todong, esilia figlio e madre nella piana di rMa, dove Gesar cresce in una vita animalesca, vestito di pelli e portando in testa un cappello con corna di antilope.Fantini tibetani Kham in attesa di sfidarsi a 2 a 2 vicino a Manigango (Contea di Garze), Sichuan, 2009 Risulta primo in una corsa di cavalli il cui trofeo consiste nella dignità di re di Ling. Tale vittoria segna il suo rito di passaggio; in quanto re consacrato si proclama "il Grande Leone, Gioiello che esaudisce i Desideri, Soggiogatore di Nemici". Assume quindi il nome Gesar. Montando sul suo destriero miracoloso, Kyang Go Karkar compie con 30 compagni campagne militari contro i paesi di frontiera che rappresentano il male.[49]
- Corsa di cavalli e dignità regale: quando Gesar ha 12 anni si tiene una corsa di cavalli per stabilire chi diventerà il re di Ling e sposerà la bella figlia, 'Brugmo, di un reuccio confinante. Tornato a Ling, Gesar vince la corsa e ascende al trono d'oro, assumendo di conseguenza il titolo di "Gesar".
- Il rapimento di 'Brugmo: La sua prima campagna da re è contro il Nāgarāja (Re dei nāga) Klu btsan, il demone antropofago del nord. Mentre è lontano, sua moglie è rapita da Gurdkar (letteralmente: "tenda bianca"), re di Hor. Al ritorno Gesar intraprende una seconda campagna e si serve della magia per penetrare nel palazzo del re di Hor, uccidendolo e riprendendosi la moglie.
- Due ulteriori campagne: Gesar combatte una guerra contro il re Sadam di 'Jang (a volte localizzata nello Yunnan) e re Shingkhri di Mon (spesso localizzata nell'Himalaya meridionale, ed espressione rimasta fino a poco fa a significare "terre barbare di confine").
- Le 18 fortezze (rdzong chen bco brgyad): Gesar si accinge a conquistare i 18 grandi forti (dzong). Essi sono elencati in maniera diversa a seconda di cantori e testi, ma in queste battaglie compaiono quasi sempre avversari tagiki (stag gzig)[50] e Kachee, ovvero musulmani tibetani
- Lhasa: Secondo alcune versioni, a 39 anni Gesar si ritira sul Colle Rosso (dmar po ri) dove successivamente sarà costruito il Palazzo del Potala.[51]
- Vecchiaia: Raggiunti gli ottant'anni, come ultimo episodio Gesar discende brevemente all'inferno prima di lasciare la terra degli uomini e ascendere di nuovo al suo paradiso celeste.

### Versione mongola (1716)
- Apre con un prologo celeste, nascita di Geser, goventù, matrimonio con Rogmo e conquista della dignità di re di Ling.
- Geser sconfigge una tigre striata di nero.
- Viaggio di Geser in Cina, dove sposa una principessa cinese.
- Geser sconfigge il re demone con l'aiuto della moglie di quest'ultimo.
- Geser in guerra contro i tre re di Sharaigol (Hor).
- Geser sconfigge un demone che aveva assunto l'aspetto di un lama.
- Geser discende all'inferno per liberare la propria madre.[52]

Ne esiste una versione del 2017 tradotta in inglese

### Versione buriata
Le versioni buriate dell'epica si centrano essenzialmente sulle battaglie di Gesar con diversi demoni piuttosto che su campagne militari. Esse presentano anche un prologo alle gesta di Gesar dettagliato e drasticamente diverso. Secondo queste versioni il grande Tengri Khormusta (Turmas, Khorbustu, Hormust) Khan delle tribù celesti dell'ovest ha combattuto una guerra contro Altai Ulan, khan degli dei malefici dell'est. Dopo la vittoria Khormusta squarta Atai Ulan per impedirne la resurrezione e getta le parti del suo corpo a Terra, dove esse diventano demoni e mostri. Il gesto quasi provoca l'estinzione dell'umanità; il figlio mediano di Khormusta (Bukhe Belligte o Uile Butelegcji) viene inviato dal regno del cielo per riparare al danno.
La versione buriata è composta da 9 rami o episodi-canti (uliger), ciascuno dedicato a raccontare come Gesar sconfigge un nemico.
- Primo ramo: gioventù di Gesar. In esso Gesar, chiamato Nyurgai ("Puzzone") e ancora nell'infanzia sconfigge tre ratti giganti,  zanzare di dimensione umana e corvi di acciaio (vedi Eracle e Cú Chulainn) e sposa due principesse, dopo di che assume il suo vero nome.
- Secondo ramo: sposa la principessa Alma Mergen, figlia di una divinità acquatica. Quindi dà la caccia a belve demoniache nate dalle gocce del sangue di Atai Ulan, tra cui un drago delle dimensioni di una montagna, guardiano di una montagna d'argento.
- Terzo ramo: si impegna in combattimento con il grande Signore della Taiga, il tigre gigante Orgoli, nato dalla mano destra di Atai Ulan.
- Quarto ramo: uccide una grande fiera, Arkhan il Divora-Sole, nato dalla testa tagliata di Atai Ulan.
- Quinto ramo: guerreggia contro Gal Dulme, personificazione dell'attività vulcanica, nato dal cadavere di Atai Ulan. A causa della giovane età Gesar non riesce a sconfiggerlo da solo e l'azione è compiuta con l'aiuto del fratello maggiore.
- Sesto ramo: guerreggia contro Abarga Sasen, demone con 15 teste nato dalla gamba destra di Atai Ulan.
- Settimo ramo: guerreggia contro Shiram Minata, demone del "Paese tra la Vita e la Morte", nato dalla gamba sinistra di Atai Ulan
- Ottavo ramo: guerreggia contro tre Shirai-Gol khan. Questo ramo sembra strettamente connesso al canto tibetano su Gesar e i tre re del regno di Hor.
- Nono ramo: effettua una campagna contro Lobsogoi, demone truffaldino nato dal posteriore di Atai Ulan.[54]

Vi è poi una serie di vicende non connesse con i nove rami descritti sopra; per esempio una vicenda in cui Gesar svergogna il Gume-Khan della Cina o una in cui egli stermina i Quattro Piccoletti del Male, esseri demoniaci la cui naura non è affatto chiara.
Alcuni elementi specifici di queste versioni dell'epica di Gesar hanno indotto alcuni studiosi a ritenere che quelle buriate e mongole non derivino direttamente dall'originale tibetano. Secondo Setsenmunkh, con il sostegno di C. Damdinsuren e B. Vladimirtsev, le versioni mongole scritte discendono da un originale che non è sopravvissuto.

### Versione balti e ladakhi
Questa versione è composta dai seguenti sette episodi:
- L'antenato Dong-gsum Mi-la sngon-mo, nato miracolosamente, uccide un orco a nove teste, dal cui corpo nasce la terra di Ling. Quindi genera diciotto eroi che arrivano a gLing.
- dBang-po rgya-bzhin sceglie il figlio più giovane, Don-Grub, come sovrano di gLing. Morto, rinasce in forma di uccello e poi come Gog-bzang lha-mo, ed è chiamato Kesar/Kyesar.
- Kesar sposa 'Brug-gu-ma (lett. "un frammento di grano")[56] e diventa re di gLing.
- Kesar fa un viaggio in Cina, dove sposa la figlia dell'imperatore g.Yu'i dKon-mchog-ma.
- Kesar sconfigge il gigante del nord con l'aiuto della moglie del gigante, Dze-mo.
- Mentre è lontano, il re di Hor rapisce sua moglie 'Brug-gu-ma.
- Al ritorno Kesar sgomina il re di Hor e riporta la propria moglie a gLing.[57]

### Similarità con motivi della poesia eroica nelle lingue turche
Chadwick and Zhirmunsky considerano che le strutture principali del ciclo come esso si riscontra attualmente in Mongolia, Tibet e Ladakh mostrano un profilo che si conforma alla struttura della poesia eroica dei popoli turchi. (a) Similmente all'eroe Bolot dei Kirghisi, Gesar, come parte di un'iniziazione, discende agli inferi da ragazzo. (b) L'ingresso agli inferi avviene attraverso un cunicolo roccioso o una caverna su una vetta montana. (c) Egli è guidato nell'aldilà da un nume tutelare di sesso femminile (Manene/nonna) che cavalca un animale come la sciamana turca kara Chach (Chach nera). (d) Come kara Chach il nume tutelare di Gesar lo assiste agli inferi contro una schiera di nemici mostruosi. (e) Come Bolot, Gesar torna trionfalmente al mondo portando con sé il nutrimento dell'immortalità e l'acqua della vita. (f) Come gli sciamani altai Gesar è trasportato al cielo sul dorso di un uccello al fine di ottenervi erbe con cui guarire il suo popolo.
Essi concludono che le vicende del ciclo di Gesar erano ben note nei territori del Khaganato uiguro.

### Versioni del Bhutan
Le versioni dell'epica di Gesar raccolte in Bhutan, in fase di pubblicazione dal 1979, costituiscono un progetto destinato a concludersi in 31 volumi. Jigme Wangchuck, secondo Druk Gyalpo (Re Drago) del Bhutan, se ne faceva leggere un brano ogni sera.

### Trasmissione e rappresentazione orale
Dice Li Lianrong (李連榮):
(Lǐ Liánróng, History and the Tibetan Epic Gesar, p. 335)
Jiangbian ha rimarcato che la base dell'origine dell'epica è la cultura etnica popolare. Quindi ha congetturato che prima che venisse a esistere l'epica «il popolo tibetano aveva già un corpus di storie che raccontavano la formazione dei cieli e della terra, la loro origine etnica e i loro eroi etnici; storie che hanno fornito la base per creare il personaggio di Gesar, anche noto come Sgrung nella loro storia primitiva. Dopo un'ulteriore rifinitura effettuata da poeti orali e cantastorie, in particolare i cantori di ballate, quella di Gesar è diventata una grande epica (1986:51). Molti esecutori recitano episodi a memoria o leggendoli da libri, mentre altri cantano i racconti leggendari in stato di trance. Quest'ultimo modo presenta forti similarità con coloro che esercitano pratiche sciamaniche come i medium "pawo" del Buddismo Vajrayana e i mig mthong divinatori.
In quanto canto eroico composto o recitato oralmente da bardi, l'epica di Gesar è da secoli oggetto di improvvisazioni, e di essa non vi è dunque una versione canonica o monumentale, come si riscontra per esempio nell'epica greca. Un dato cantore di Gesar conosce soltanto la sua versione locale, per recitare la quale occorrono comunque settimane. Essa si è conformata a cultura e folclore locale, conflitti locali, tendenze religiose e persino cambiamenti politici sul palcoscenico del mondo. Per esempio, quando notizie della Seconda guerra mondiale hanno cominciato a filtrare in Tibet, dall'Ottavo Khamtrul Rinpoche Mipham Sangye Tenzin (1929–1980) sono stati composti ulteriori episodi su Gesar che conquista il regno di Phyigling 'Jar , in cui, secondo alcune interpretazioni, l'eroe sembra recarsi in Germania per sgominare il re-demone, probabile allusione ad Adolf Hitler.

### Dimensione religiosa
La storia tibetana ha spesso oscillato tra un polo centralistico e uno di senza patria, e l'epica di Gesar riflette le tensioni tra l'autorità centrale, incarnata nell'ortodossia ortodossa, e le selvatiche forze nomadi della periferia autarchica. Vi sono versioni che adottano Gesar come lama, facendone un individuo impegnato ad addomesticare entità selvagge, ma che al tempo stesso, conservandogli l'epica i suoi vecchi tratti di anticonformista maestro di poteri sciamanici, rappresenta la dimensione senza patria, anarchica del Tibet marginale, ed è quindi piuttosto un addomesticatore di clerici monastici corrotti, per cui non è una coincidenza che l'epica sia fiorita nelle remote regioni di Kham e Amdo. Le sue guerre sono campagne di difesa contro poteri ostili che mirano a soggiogare il regno di gLing, spesso raffigurati come anti-buddisti. Ma in quanto sgominatore di dzong o fortezze egli conserva una connotazione ambigua, essendo esse potenziali avamposti dello stato.
Fino a qualche tempo fa la lettura dell'epica era vietata in molti monasteri tibetani. In altri invece si celebrano riti che invocano Gesar come importante forza spirituale. Dato il ruolo centrale che l'epica ha giocato nella cultura popolare del Tibet, il buddismo tibetano ne ha incorporato elementi, interpretandoli in termini religiosi. La scuola Gelug lè è stata contraria, mentre quelle Kagyu e Nyingma le sono state in genere favorevoli, vedendola come espressione dell'attività di Padmasambhava e come veicolo per l'insegnamento del buddismo, in particolare della scuola Dzogchen. Di conseguenza la questione se i babdrung (bardi visionari di Gesar) debbano o meno essere considerati esecutori di pratiche religiose (chos pa|chöpa) trova risposte diverse a seconda che provengano da chi è favorevole o da chi è contrario a esse; i babdrung stessi, comunque, sottolineano il legame dell'epica con il Dharma (Wylie: chos; THL: chö) e si vedono come un tipo di praticanti della religione.
Il lama in esilio in India Orgyen Tobgyal ha spiegato che, secondo la prospettiva Nyingma, «La reale natura della manifestazione che conosciamo con il nome di Gesar di Ling è in realtà quella dello stesso Guru Rinpoche che si presenta nella forma di un drala (Wylie: dgra bla, "spirito guerriero protettore").
Chögyam Trungpa, che rappresentava sia la scuola Kagyu sia quella Nyingma e ha fondato gli insegnamenti della visione Shambala nella diaspora tibetana, ispirato dai filosofi greci della polis si è servito delle dettagliate narrazioni circa un idealizzato governo nomade formato dal clan Mukpo, capace di costruire una confederazione nomade di ampiezza imperiale, per sviluppare un modello di sistema politico tibetano.
Il governo cinese offre un forte sostegno al culto di Gesar e alla sua pratica tra gli Han, secondo alcuni come forza di opposizione al buddismo tibetano.
Nella regione del Baltistan la saga di Re Kesar era narrata nelle case, specialmente d'inverno, ma si trova ormai al limite dell'estinzione a causa della diffusione dei media. Essendo la zona abitata al 100% da popolazione musulmana, la vicenda era narrata unicamente a fini ricreativi, e la gente non considerava Kesar un essere umano quanto piuttosto un "hla hlu", particolari creature di Dio cui Dio stesso ha concesso speciale autorità e abilità. Secondo certi studiosi credere alla saga di Gesar è anti-islamico, poicé Kesar sarebbe Dajjāl, ovvero l'Anticristo musulmano destinato a opporsi al Mahdi  in una battaglia apocalititca.

## Storia degli studi su Gesar
La prima edizione a stampa dell'epica di Gesar è stata pubblicata a Pechino nel 1716 in una versione mongola. È su questo testo che si è basata la prima traduzione in una lingua occidentale, una versione russa pubblicata nel 1836 da Isaac Jacob Schmidt, missionario della Chiesa morava presso i calmucchi. Vi ha fatto seguito nel 1839 una traduzione in tedesco. Un altro missionario della Chiesa morava, il tibetologo August Hermann Francke, ha raccolto e tradotto tra il 1905 e il 1909 una versione del basso Ladakh. Nel 1942 George Roerich ha realizzato un'indagine comprensiva della letteratura su Gesar. (Roerich, 1942, pp. 277-315).
Nel XX secolo altri testi mongoli dell'epica sono stati curati da scienziati come Nikolaj Nikolaevič Poppe e Walther Heissig.
I primi tre volumi della versione nota come libro Lingtsang-Dege a matrici di legno, composta tra la fine del XIX secolo e l'inizio del XX, sono stati pubblicati nel 1956 in una fedelissima anche se incompleta traduzione francese di Rolf Stein, cui lo stesso Stein ha fatto seguito con il suo opus magnum di 600 pagine sull'epica tibetana intitolata Recherches sur l'Epopee et le Barde au Tibet., che rimane lo studio più approfondito sulla tradizione tibetana di Gesar. Una traduzione letterale delle stesse matrici di legno in inglese è stata realizzata da Kornman, Khandro e Chonam e pubblicata da Shambhala nel 2012 come The Epic of Gesar of Ling: Gesar's Magical Birth, Early Years, and Coronation as King. Una nuova resa di questi volumi in una voce più accessibile e contemporanea è stata realizzata da David Shapiro e pubblicata nel 2019 come Gesar of Ling: A Bardic Tale from the Snow Land of TIbet.
Un'altra versione è stata tradotta in tedesco nel 1965 da Matthias Hermanns, un missionario della Società del Verbo Divino. Questa traduzione si basa su manoscritti raccolti dallo stesso Hermanns nell'Amdo, e il volume contiene anche un vasto studio di Hermanns che spiega l'epica nei termini di un prodotto dell'Età Eroica dei nomadi del Tibet nord orientale e delle loro interazioni con i molti popoli della steppa asiatica interna. Hermanns riteneva l'epica anteriore all'arrivo del buddismo in Tibet e vi vedeva un'espressione dell'antico archetipo tibetano del "re mandato dal cielo", che si riscontra anche nei miti dei fondatori della dinastia Yarlung, fondatori anche dell'impero tibetano (VII - IX secolo).
La resa in inglese più accessibile è quella di Alexandra David-Néel nella sua "Superhuman Life of Gesar of Ling", originariamente pubblicata in francese nel 1933 e presentata in italiano nel 1990 dalle Edizioni Mediterranee come Vita sovrumana di Gesar di Ling.